# Красная Поляна (Пензенская область)
Кра́сная Поля́на — упразднённое в 2015 году село в Вадинском районе Пензенской области России. Входило в состав Рахмановского сельсовета.

## География
Село находолось в северо-западной части региона, в пределах восточной окраины Окско-Донской низменности, в лесостепной зоне.

### Климат
Климат характеризуется как умеренно континентальный. Средняя температура воздуха самого холодного месяца (января) составляет −11,5 °C (абсолютный минимум — −44 °С); самого тёплого месяца (июля) — 19,5 °C (абсолютный максимум — 38 °С). Продолжительность безморозного периода составляет 133 дня. Годовое количество атмосферных осадков — 467 мм. Снежный покров держится в среднем 141 день.

## История
Поселена как посёлок Сталина (Сталинка) в конце 1920-х годов крестьянами города Керенска..
В 1962 г. указом Президиума Верховного Совета РСФСР населённый пункт Сталинка переименован в населённый пункт Красная Поляна.
Упразднено в декабре 2015 года.

## Население
| Год     | 1930 | 1939 | 1959 | 1979 | 1989 | 1996 | 2010 |
| ------- | ---- | ---- | ---- | ---- | ---- | ---- | ---- |
| Жителей | 882  | 488  | 429  | 180  | 60   | 30   | 0    |

## Инфраструктура
Было развито сельское хозяйство. В 1955 году зафиксирована бригада колхоза имени Ворошилова.

## Транспорт
Просёлочные дороги.